# Mont Melbourne
Pour les articles homonymes, voir Melbourne (homonymie).
Le mont Melbourne est un volcan de l'Antarctique situé en terre Victoria, face à la mer de Ross et à la baie Terra Nova.
Il est découvert en 1841 par James Clark Ross qui le nomme en l'honneur de William Lamb, 2e vicomte de Melbourne et Premier ministre britannique lorsque l'expédition est entreprise.
Le volcan est encore actif et des fumerolles sont présentes sur le rebord méridional du cratère principal ainsi que le long d'une ligne nord-nord-est–sud-sud-ouest de part et d'autre du sommet.

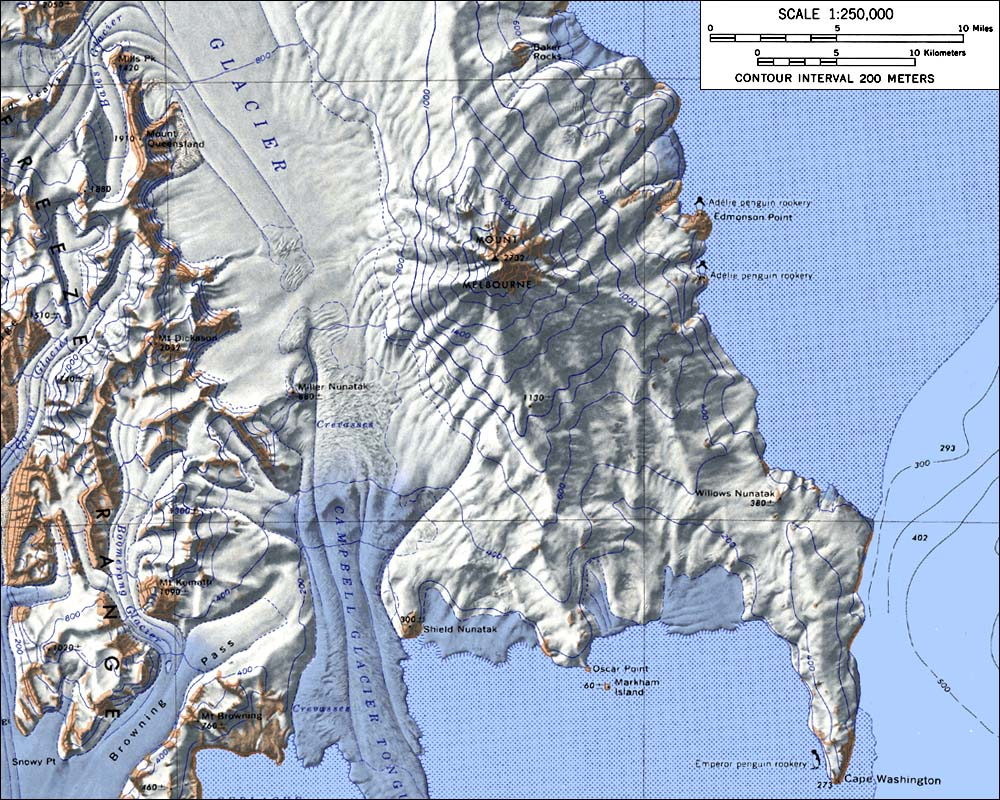
Carte topographique du mont Melbourne.